# Кристина Маргарета фон Мекленбург-Гюстров
Кристина Маргарета фон Мекленбург-Гюстров (на немски: Christine Margarete of Mecklenburg-Güstrow; * 3 март 1615, Гюстров; † 16 август 1666, Волфенбютел) е принцеса от Мекленбург-Гюстров и чрез женитби принцеса на Херцогство Саксония-Лауенбург и херцогиня на Мекленбург-Шверин.

## Живот
Дъщеря е на херцог Йохан Албрехт II фон Мекленбург (1590 – 1636) и първата му съпруга Маргарета Елизабет фон Мекленбург (1584 – 1616), дъщеря на херцог Кристоф фон Мекленбург († 1592) и втората му съпруга Елизабет Шведска († 1597), дъщеря на крал Густав Васа.
През 1618 г. баща ѝ се жени втори път за Елизабет фон Хесен-Касел (1596–1625), която я възпитава. През 1626 г. баща ѝ се жени трети път за Елеонора Мария фон Анхалт-Бернбург (1600 – 1657), с която има деца. От 1628 до 1632 г. фамилията живее в изгнание, понеже император Фердинанд II заложил херцогството на Валенщайн.
Кристина Маргарета се омъжва на 11 февруари 1640 или на 21 февруари 1640 г. за принц Франц Албрехт фон Саксония-Лауенбург (* 31 октомври 1598 – 10 юни 1642), син на херцог Франц II фон Захсен-Лауенбург (1547 – 1619) и втората му съпруга Мария фон Брауншвайг-Волфенбютел (1566 – 1626). Бракът е бездетен. Той е тежко ранен, попада в плен и умира малко след това на 10 юни 1642 г.
Вдовицата Кристина Маргарета се омъжва, с присъствието на сестра ѝ Анна София, втори път на 6 юли 1650 г. в Хамбург за братовчед си херцог Кристиан Лудвиг I фон Мекленбург (1623 – 1692), син на херцог Адолф Фридрих I фон Мекленбург и първата му съпруга Анна Мария от Източна Фризия. Бракът е бездетен.
Кристиан Лудвиг страда от безпаричие. Кристина Маргарета временно му преписва своите владения в Царентин и Щинтенбург и той отказва да ѝ ги върне. Tя го напуска през 1652 г. и отива във Волфенбютел в двора на херцог Август II фон Брауншвайг-Волфенбютел, съпруг на сестра ѝ Елизабет София.
През 1663 г. Кристиан Лудвиг отива във Франция, става католик и те се развеждат. Той се жени през 1664 г. в Париж за Елизабет Анжелик дьо Монтморенси (1627 – 1695). Кристина Маргарета умира след две години на 16 август 1666 г. във Волфенбютел и е погребана в главната църква Beatae Mariae Virginis във Волфенбютел.